# Paederus
Paederus är ett släkte av skalbaggar som beskrevs av Johan Christian Fabricius år 1775. Släktet ingår i familjen kortvingar (Staphylinidae).

## Systematik
Släktets systematik är komplicerad och omstridd, och beroende på vilken källa eller auktor man studerar finner man uppgifter om att antalet arter kan variera från 5 ända upp till strax över 600. Stundom indelas släktet dessutom i följande eller ännu fler undersläkten: Anomalopaederus, Eopaederus, Gnathopaederus, Harpopaederus, Heteropaederus, Nepalopaederus, Oedopaederus, Oreinopaederus, Paederus, Poederomorphus, och Pseudopaederus.

### Arter
Följande kladogram uppvisar de arter som listas i databasen Dyntaxa i den svenska Artdatabanken:
| Paederus | \| \| Paederus brevipennis \| \| \| \| \| \| Paederus fuscipes \| \| \| \| \| \| Paederus limnophilus \| \| \| \| \| \| Paederus littoralis \| \| \| \| \| \| Paederus riparius (typart för släktet) \| \| \| \| |
|          | \| \| Paederus brevipennis \| \| \| \| \| \| Paederus fuscipes \| \| \| \| \| \| Paederus limnophilus \| \| \| \| \| \| Paederus littoralis \| \| \| \| \| \| Paederus riparius (typart för släktet) \| \| \| \| |
|          | Paederus brevipennis |
|          | |
|          | Paederus fuscipes |
|          | |
|          | Paederus limnophilus |
|          | |
|          | Paederus littoralis |
|          | |
|          | Paederus riparius (typart för släktet) |
|          | |

## Bildgalleri

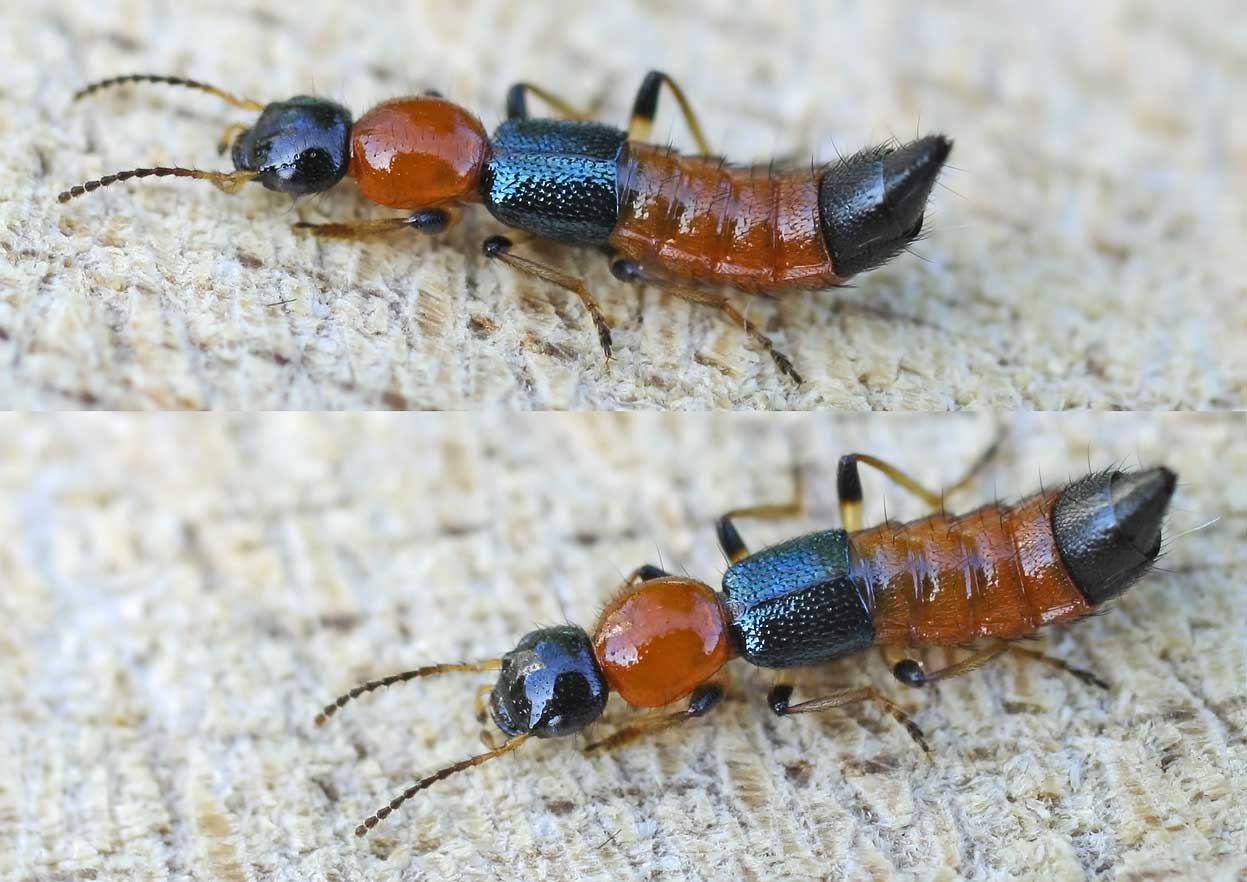
Paederus littoralis
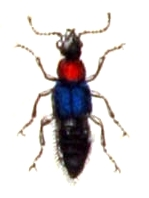
Paederus littoralis